# Arthur Raschke
Arthur Ferdinand Raschke (* 1. Juni 1883 in Wilhelmshaven; † 11. November 1967 ebenda) war ein deutscher Politiker und Oberbürgermeister von Wilhelmshaven.

## Karriere
Raschke absolvierte bis 1901 eine vierjährige Schlosserlehre und begab sich anschließend auf Wanderschaft. Von 1905 bis 1907 leistete er Wehrdienst beim 1. Lothringischen Pionier-Bataillon Nr. 16 in Metz und trat anschließend dem Katholischen Gesellenverein (Kolpingwerk) und der Christlichen Metallarbeitergewerkschaft bei. 1910 ließ er sich als selbständiger Schlossermeister in Wilhelmshaven nieder. Nach Teilnahme am Ersten Weltkrieg wurde der als Abgeordneter der Deutschen Zentrumspartei im Jahre 1919 zum Mitglied des verfassunggebenden Oldenburgischen Landtags gewählt. Dem Landtag gehörte er bis zum 23. September 1922 an. Im Anschluss war Raschke von 1922 bis 1924 Mitglied des Reichstags an, von 1919 bis 1933 außerdem auch Mitglied des Rüstringer Stadtrats.
Nach Ende des Zweiten Weltkriegs wurde Raschke aufgrund seiner politischen Tätigkeit im Zentrum während der Weimarer Republik in den am 19. Juli 1945 von der Britischen Militärregierung einberufenen Vertrauensausschuss in Wilhelmshaven berufen. Dieser Ausschuss, der eigentlich keine Beschlusskompetenzen besaß, wurde am 24. Oktober 1945 zur Stadtvertretung ernannt. Seit den Wahlen von 1946 war Raschke dann ununterbrochen bis zu seinem Tode Mitglied des Stadtrates. Mit Zulassung von Parteikreisverbänden in Wilhelmshaven war Raschke dann am 19. Juni 1946 einer der Mitbegründer der dortigen CDU. Von Januar bis November 1946 war er deren Sprecher im Ernannten Landtag von Oldenburg und von 1947 bis 1962 deren Kreisverbandsvorsitzender. Danach wurde er zu ihrem Ehrenvorsitzenden gewählt.
Als sich bei den Wahlen im Jahre 1952 die im Stadtrat vertretenen bürgerlichen Parteien CDU, FDP, DP, DRP, BHE sowie die Parteilosen zu einem Rechtsblock zusammenschlossen, siegte dieser überraschend in der SPD-Hochburg Wilhelmshaven. Raschke wurde zum Oberbürgermeister gewählt, der Vorsitzende des Rechtsblocks, Friedrich Peters, zum Bürgermeister. Gemäß einer Absprache wechselte Raschke 1953 sein Amt mit Peters (bis 1954). Über den hierbei entstandenen Auseinandersetzungen zerbrach letztlich das Wahlbündnis und Peters wurde mit Hilfe der SPD zum Oberbürgermeister gewählt. 1953 wurde Raschke Ehrenvorsitzender des oldenburgischen Handwerks, von 1954 bis 1960 war er Kreishandwerksmeister. Neben seinen weiteren zahlreichen Ämtern war er von 1946 bis 1958 Mitglied des Aufsichtsrats der Volksbank Wilhelmshaven (seit 1959 dessen Ehrenvorsitzender) und nach der Neugründung 1948 bis zum Jahre 1952 Vorsitzender des Verbandes für Industrie, Handwerk, Handel und Gewerbe. Für seine Verdienste erhielt er 1954 das Bundesverdienstkreuz 1. Klasse.

## Familie
Raschke war verheiratet mit Anna geb. Küster (20. Oktober 1889 – 11. Mai 1953). Aus der Ehe gingen sechs Kinder hervor.

## Quelle
- Arthur Ferdinand Raschke. In: Hans Friedl u. a. (Hrsg.): Biographisches Handbuch zur Geschichte des Landes Oldenburg. Hrsg. im Auftrag der Oldenburgischen Landschaft. Isensee, Oldenburg 1992, ISBN 3-89442-135-5, S. 583–584 (online).
- Barbara Simon: Abgeordnete in Niedersachsen 1946–1994. Biographisches Handbuch. Hrsg. vom Präsidenten des Niedersächsischen Landtages. Niedersächsischer Landtag, Hannover 1996, S. 300.

| Personendaten    | Personendaten                                  |
| ---------------- | ---------------------------------------------- |
| NAME             | Raschke, Arthur                                |
| ALTERNATIVNAMEN  | Raschke, Arthur Ferdinand (vollständiger Name) |
| KURZBESCHREIBUNG | deutscher Politiker (Zentrum, CDU), MdR, MdL   |
| GEBURTSDATUM     | 1. Juni 1883                                   |
| GEBURTSORT       | Wilhelmshaven                                  |
| STERBEDATUM      | 11. November 1967                              |
| STERBEORT        | Wilhelmshaven                                  |